# Heo Sung-tae
Heo Sung-tae (허성태?, Kim Hyeon-juLR, Kim HyŏnjuMR; Busan, 20 ottobre 1977) è un attore sudcoreano, noto per aver vinto agli Asia Artist Award 2021 il premio Best Actor Award per Squid Game e per le sue interpretazioni nei film Sang-ui-won, L'impero delle ombre (2016) e The Outlaws (2017) e nelle serie televisive Your Honor (2018) e Squid Game (2021).

## Filmografia parziale

### Cinema
- Hunt (헌트?), regia di Lee Jung-jae (2022)

### Televisione
- Squid Game ( 오징어게임?, Ojing-eo ge-imLR) – serie TV (2021)
- The Silent Sea – serie TV (2021)
- Adamas (아다마스?) – serie TV (2022)
- Behind Every Star (연예인 매니저로 살아남기?, Yeon-ye-iun maenijeoro sar-anamgiLR) – serie TV (2022)
- Bulg-eun dansim (붉은 단심?) – serie TV (2022)
- Big Bet - La grande scommessa (카지노?, KajinoLR) – serie TV (2022-2023)
- Bravo ragazzo (굿보이?) – serie TV (2025)

## Riconoscimenti
- Asia Artist Award
  - 2021 – vincitore del premio Best Actor Award per Squid Game[3]
- Baeksang Arts Awards
  - 2018 – candidati al premio Best New Actor – Film
- KBS Drama Awards
  - 2018 – candidati al premio Best Supporting Actor